# 王正中 (明朝)
王正中（1599年—1667年），字仲撝，號臨漪，順天府宛平县籍保定府深泽县（今河北省深泽县）人。明末政治人物。

## 生平
王正中登崇祯六年癸酉科順天府鄉試第一百一名舉人，十年（1637年）中式丁丑科二甲四十六名进士。崇祯十六年（1642年）担任长兴知县，遇大旱炎热，步祷封扇，贮库两月。
明朝灭亡，流寓于绍兴。南明鲁王朱以海监国，召其以兵部职方司主事摄任餘姚縣知縣。升任监察御史。因事株连入狱。狱中随柯仲炯学习天官、律吕、度数；随黄宗羲学壬遁、孤虚之术。造《监国鲁元年丙戌大统历》。
清军攻占浙东后，鲁王失败，王正中逃避山中，贫困不能自存。靠着鉴湖租佃五亩田，加以医卜谋生。。至康熙六年（1667年）隐居而终。

## 著作
著有《周易注》、《律书详注》

## 外部來源
- 《清史稿》卷五百 列传二百八十七 遗逸一